# Beriev KOR-1
Le Beriev KOR-1 est un hydravion léger de reconnaissance et de type biplan monomoteur. Il est élaboré entre 1934 et 1935 et entre en service en 1937. Plusieurs exemplaires sont encore présents au sein de la marine soviétique en 1941.

## Origine
Il est décidé lors du premier plan quinquennal soviétique (1928-1932) que les navires de guerre construits avant la révolution soient modernisés. Cette décision entraîne entre autres l'installation d'une catapulte de lancement d'hydravion sur les croiseurs et les destroyers. À la suite d'un manque de coordination entre les ministères concernés, les catapultes se révèlent inadaptées aux hydravions existants. Pour remédier à cette erreur, la marine soviétique décide l'achat d'hydravions monomoteurs en Allemagne, des Heinkel He 55 (en). En parallèle, un programme national pour l'élaboration d'un hydravion de même type est lancé en 1934. Le bureau Beriev répond à cette demande en développant le modèle KOR-1.

## Description
Le Beriev KOR-1 est un hydravion biplace de type biplan monomoteur. Le fuselage repose sur un gros flotteur central. Deux stabilisateurs sont installés sous l'aile inférieure à l'extrémité de deux mats de support. À l'exception de l'avant du fuselage et du flotteur principal en alliage léger, le reste de l'avion est composé d'une structure métallique entoilée. Une version sous licence du moteur Wright Cyclone, le Mikouline M-25A en étoile, assure la propulsion. L'armement est composé de deux mitrailleuses ShKAS montées sur l'aile supérieure et tirant vers l'avant, d'une mitrailleuse de calibre 7,65 mm sur une tourelle installée dans le cockpit de l'observateur et de deux bombes de 100 kg disposées sous l'aile inférieure, de part et d'autre du fuselage. L'équipage est composé d'un pilote et d'un navigateur placés en tandem dans deux cockpits séparés à l'air libre. 

## Utilisation

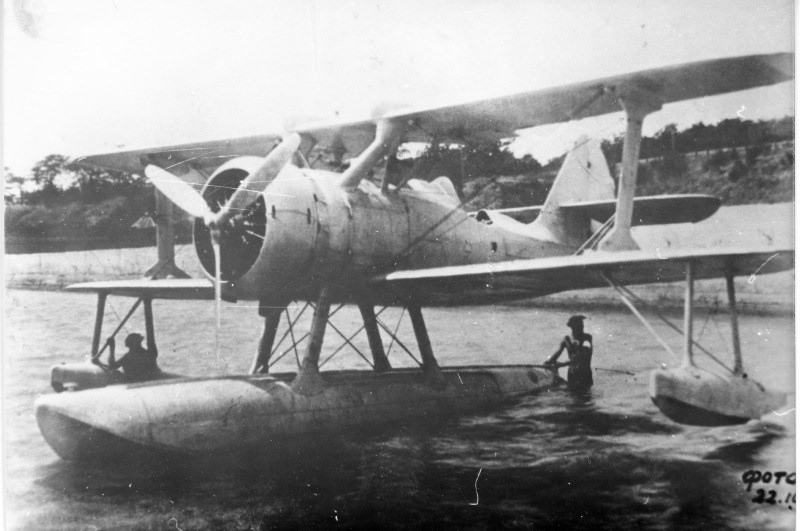
Beriev KOR-1 (Be-2)

Le Beriev KOR-1 effectue son premier vol en septembre 1936 et entre en service sur les navires soviétiques l'année suivante. Si ses performances sont meilleures que celles des Heinkel He 55 qu'il remplace, une maniabilité médiocre et des problèmes de surchauffe du moteur et de tenue sur la mer n'en feront jamais un avion satisfaisant. La production continue au-delà de l'équipement des catapultes embarquées et les avions supplémentaires sont installés sur les bases navales pour des missions de reconnaissance. En 1940, une modification de la forme de la queue de l'avion entraîne l'accident de deux exemplaires. Les avions modifiés déjà construits sont cloués au sol le temps de rétablir la configuration précédente. La désignation de l'appareil évolue de KOR-1 en Be-2 à partir de 1941. La production totale atteint environ 300 appareils. 
En juin 1941, les avions en état de vol sont utilisés au combat contre les forces de l'Axe. Des trains d'atterrissage sont installés de façon artisanale sur certains exemplaires en remplacement des flotteurs. Les KOR-1 sont notamment utilisés en Bessarabie contre l'armée roumaine et en Crimée avec un taux de perte important.